# Sancoale
Sancoale è una suddivisione dell'India, classificata come census town, di 15.605 abitanti, situata nel distretto di Goa Sud, nello territorio federato di Goa. In base al numero di abitanti la città rientra nella classe IV (da 10.000 a 19.999 persone).

## Geografia fisica
La città è situata a 15° 22' 0 N e 73° 54' 0 E e ha un'altitudine di 40 m s.l.m..

## Società

### Evoluzione demografica
Al censimento del 2001 la popolazione di Sancoale assommava a 15.605 persone, delle quali 8.483 maschi e 7.122 femmine. I bambini di età inferiore o uguale ai sei anni assommavano a 2.131, dei quali 1.098 maschi e 1.033 femmine. Infine, coloro che erano in grado di saper almeno leggere e scrivere erano 10.257, dei quali 6.218 maschi e 4.039 femmine.